# 작약 별
WR 102ka는 작약 별이라고도 알려져 있으며, 우리 은하에서 알려진 가장 광도가 높은 별의 여러 후보 중 하나인 빗금표 항성이다.

## 발견
WR 102ka는 은하중심 근처에 존재하며 본질적으로 가시 영역에서 완전히 가려져 있어 먼지를 투과할 수 있는 더 긴 파장의 적외선으로 관찰해야 한다. WR 102ka는 2002년과 2003년에 적외선 조사를 통해 분류되었는데 이는 각각 1.2 μm, 1.58 μm, 2.2 μm의 근적외선 J, H 및 Ks 대역에서의 2MASS와 7 μm, 15 μm의 젊은 항성체 후보에 대한 ISOGAL 측량에서 관찰되었다.
2 μm 부근의 여러 스펙트럼 특징에 대한 협대역 적외선 관측 결과 WR 102ka는 분광형 WN10으로 분류되는 볼프-레이에 별인 것으로 추정 되었으며 밝은 청색 변광성으로 제안되기도 했다.
스피처 우주 망원경은 2005년 4월 20일에 파장 3.6 μm, 8 μm, 24 μm에서 WR 102ka를 관측했으며 이 관측을 통해 이 극도로 빛나는 물체의 물리적 특성에 대한 최초의 신뢰할 수 있는 계산이 가능해졌다.

## 우리 은하의 다른 밝은 항성들
더 가까운 항성인 WR 25는 WR 102ka보다 더 밝을 수 있으며 19세기에 몇 년 동안 하늘에서 두 번째로 밝은 별이었던 또 다른 가까운 별인 용골자리 에타는 WR 102ka보다 약간 더 밝은 것으로 보이지만 쌍성계로 알려져 있다. 또한 더 최근에 발견된 피스톨별도 있는데 이는 작약 별과 마찬가지로 속해있는 성운의 모양에서 그 이름이 유래되었으며 성운은 아마도 강한 항성풍을 통한 막대한 질량 손실을 통해 생성되었을 것이고 허블 우주 망원경으로 관찰한 돌출부를 생성한 1830년대–1840년대의 용골자리 에타의 폭발과 같은 유사 초신성이 일어났을 수도 있다.
피스톨별, 용골자리 에타, WR 102ka의 광도는 전면의 은하 먼지에 의한 심한 가려짐으로 인해 모두 다소 불확실해지며 총 복사 전력을 또는 복사 광도를 추정하기 위해 겉보기 밝기를 줄이기 전에 그 영향이 보정 되어야 한다. 용골자리 에타와 WR 102ka는 모두 향후 수백만 년 내에 초신성 또는 극초신성으로 폭발할 가능성이 있다고 믿어지며 극도로 거대하고 빛나는 별의 전형적인 경우처럼 두 별 모두 원래 형성되었을 때의 초기 질량의 상당 부분을 밀도가 높고 거대한 항성풍으로 방출했다.

## 같이 보기
- 광도 순 항성 목록
- 질량이 큰 항성 목록
- LBV 1806-20